# 焦达峰

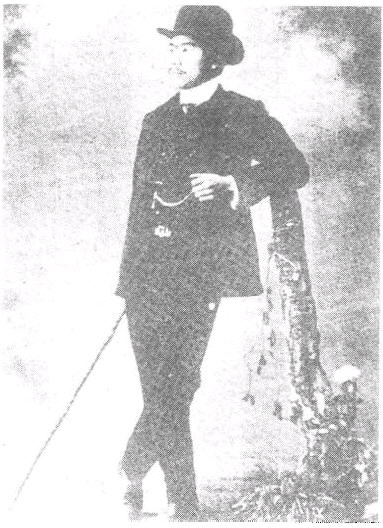
焦达峰

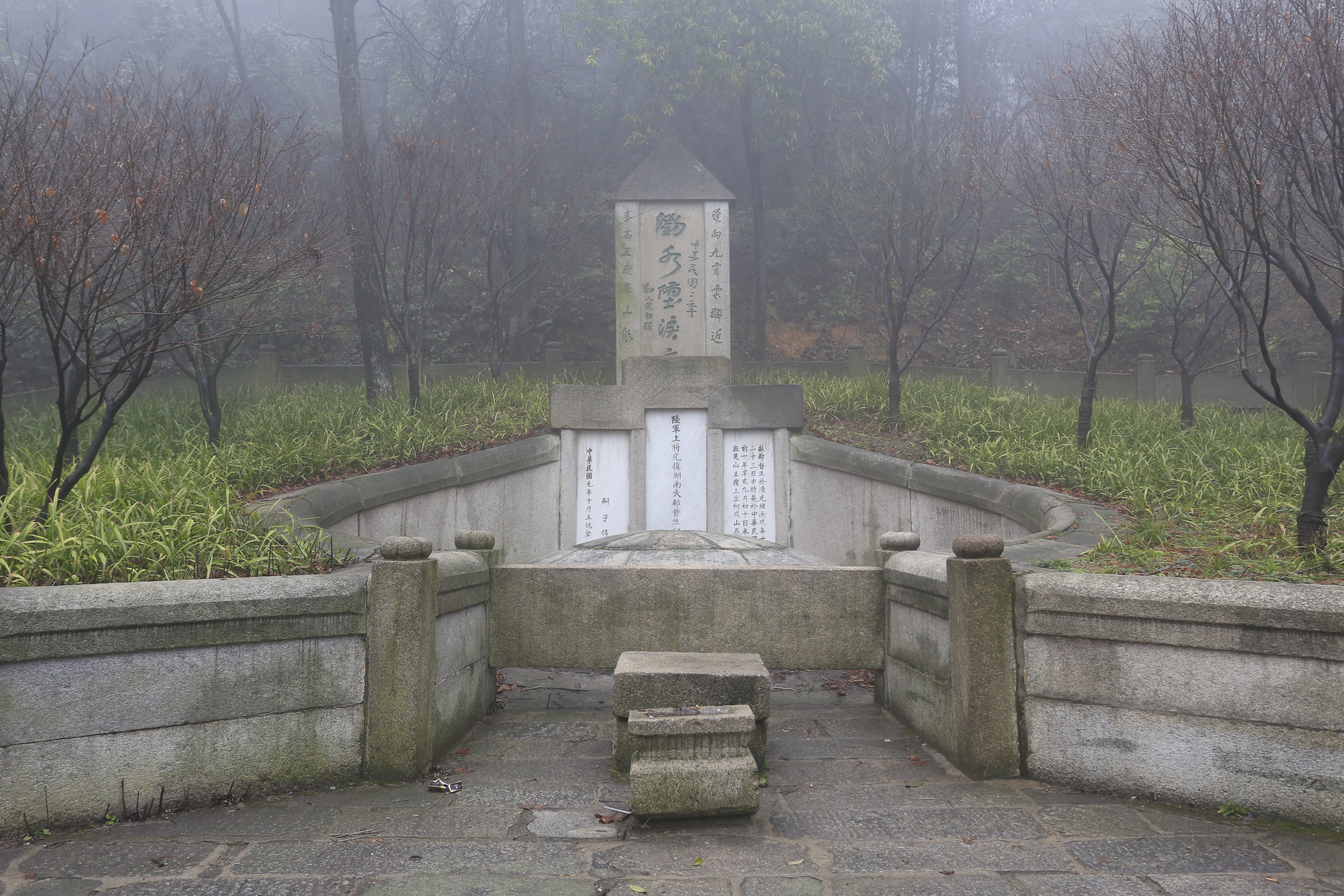
长沙岳麓山焦达峰墓

焦达峰（1887年—1911年10月31日），原名焦大鹏，字鞠荪（一说名昱，字達峯），曾加入哥老会，後為中国同盟会成员，共进会领袖，辛亥革命时任中华民国军政府湖南都督府都督。

## 生平
- 1887年1月16日，出生于中国湖南省浏阳县龙伏镇焦家桥。
- 1899年，入浏阳县南台书院小学就读。
- 1902年，加入洪江会，开始参与会党活动。
- 1903年，入长沙高等学堂游学预备科学习日文，并在华兴会的东文讲习所学习，后加入华兴会外围组织同仇会，与黄兴、禹之谟等交往密切。
- 1904年，赴日本留学，入东京铁道学校学习铁路管理。
- 1905年，在东京加入同盟会。
- 1906年，任同盟会联络部长，负责联络中国地下会党，将同盟会活动范围由南方沿海推进到长脚流域。同年回中国参加萍浏醴起义，任李金奇参谋，起义失败后返回日本，组织四进社。
- 1907年，在东京东斌学堂学习军事。与孙武、张百祥等成立共进会，将同盟会宗旨中的“平均地权”改为“平均人权”。
- 1908年，回到中国与孙武等谋划两湖军事暴动，创建共进会湖南总堂，任龙头大哥。
- 1911年4月，图谋响应广州黄花岗起义，未果而避居武汉。与湖北共进会孙武、居正等商议两湖起义，订下“长沙先发难，武汉立即响应；武汉先发难，长沙立即响应”之盟约。
- 1911年10月22日，与陈作新率湖南新军最先响应武昌起义，攻占长沙，次日建立湖南军政府，被推举为都督。
- 1911年10月28日，派出援鄂军从长沙出发支援武昌。
- 1911年10月31日，被从邵阳赶到长沙的新军第25混成协第50标第2营管带梅馨杀害，同一天陈作新也被杀害。随后梅馨迎立谭延闿任湖南都督。
- 1912年，中华民国临时总统孙中山在南京追授焦达峰大将军衔，遗体安葬于长沙岳麓山。

## 纪念地
- 焦达峰故居，位于中国湖南省浏阳市龙伏镇达峰村，北侧有焦达峰之妻沈菁莪用孙中山恤银所建之达峰纪念堂。
- 焦达峰墓，位于中国湖南省长沙市岳麓山，麓山寺东侧，有刘人熙所撰之碑文。